# Iván Parra (ciclista)
Iván Ramiro Parra Pinto (Sogamoso, 14 de octubre de 1975) es un ciclista colombiano, profesional desde 1998 y hermano del exciclista Fabio Parra.
Sus mayores éxitos como ciclista los ha conseguido hasta el momento en la temporada 2005, cuando ganó el campeonato nacional de contrarreloj, además la 13.ª y la 14.ª etapas del Giro de Italia, ambas de montaña, disputadas en los Dolomitas. Parra, que terminó 20.º en la clasificación general, también fue 2.º en la clasificación de la montaña y 3.º en la clasificación de la combatividad. Anteriormente, fue 9.º en la Vuelta ciclista a España 1999.
El 5 de febrero de 2016 se informó que dio positivo por GHRP-2 y sustancias metabólicas en un control sorpresa realizado durante la disputa del Clásico RCN.

## Palmarés
1995
- Vuelta de la Juventud de Colombia

1997
- Vuelta de la Juventud de Colombia
- Campeón de Colombia Contrarreloj Sub-23

1998
- Vuelta al Valle del Cauca
- 3.º en la Vuelta a Cundinamarca

2000
- 1 etapa de la Vuelta a Galicia

2005
- 2 etapas del Giro de Italia
- Campeón de Colombia Contrarreloj

2008
- 2.º en el Campeonato de Colombia de Ciclismo Contrarreloj

2009
- 3.º en la Vuelta a Boyacá
- 2.º en la Vuelta a Cundinamarca

2011
- 2.º en la Vuelta a Boyacá

2012
- 3.º en la Vuelta a Antioquia

## Resultados en lasgrandes vueltas
| Carrera         | 1999 | 2000 | 2001 | 2002 | 2003 | 2004 | 2005 | 2006 | 2007 |
| Giro de Italia  | -    | Ab.  | -    | -    | -    | -    | 20.º | 16.º | 13.º |
| Tour de Francia | -    | -    | -    | -    | 46.º | -    | -    | 43.º | Ab.  |
| Vuelta a España | 9.º  | 59.º | -    | -    | -    | 34.º | -    | -    | -    |

## Equipos
- Lotería de Boyacá (1998)
- Vitalicio Seguros (1999-2000)
- ONCE-Eroski (2001-2002)
- Kelme-Costa Blanca (2003-2004)
- Cafés Baqué (2004)
- Colombia-Selle Italia (2005)
- Cofidis (2006-2007)

Como amateur
- Colombia es Pasión-Coldeportes (2008)
- Boyacá es Para Vivirla (2009)
- GW Shimano (2010)
- EPM-UNE (2011-2012)
- Formesán-Bogotá Humana (2013)
- EBSA Boyacá (2014)
- Formesán-Bogotá Humana (2015)